# Ladislaus von Neapel

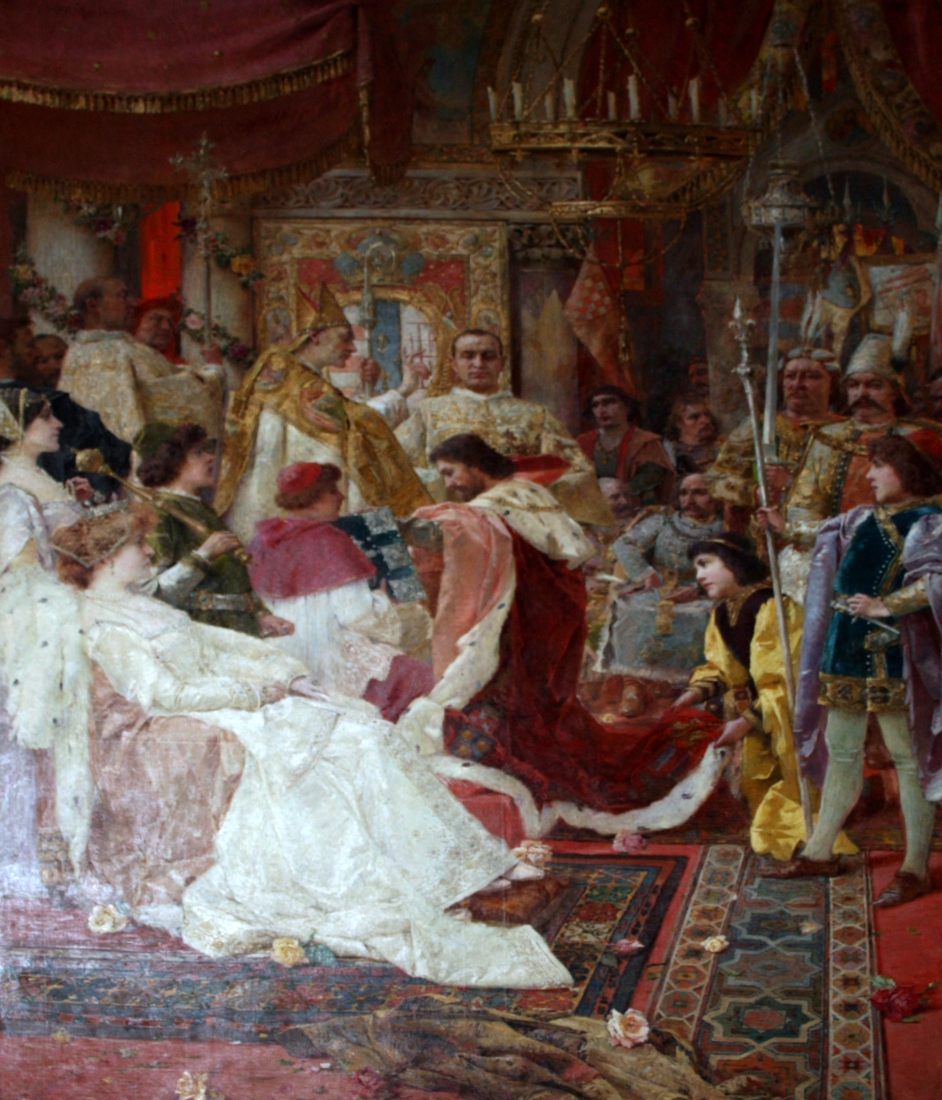
Krönung von Ladislaus zum kroatisch-ungarischen König in Zadar im Jahre 1403
(Romantisierende Darstellung aus dem Jahr 1920)

Ladislaus von Neapel, auch Ladislaus der Großmütige oder  Ladislaus von Anjou-Durazzo (* 15. Februar 1377 in Neapel; † 6. August 1414 in Neapel), war seit 1386 König von Neapel, ab 1403 kroatisch-ungarischer Gegenkönig und seit 1406 auch Fürst von Tarent. Den Titel König von Jerusalem führte er wie alle Könige von Neapel seit Karl I.

Gebietserweiterung Neapels unter der Herrschaft von König Ladislaus 1408–1414

## Leben
Ladislaus war der einzige Sohn von König Karl III. von Neapel, der ihn bereits 1381 zu seinem Thronfolger ernannte. Als sein Vater, der als Karl II. ab 1385 auch König von Ungarn war, beim Kampf um die ungarische Krone 1386 ermordet wurde, war Ladislaus neun Jahre alt, so dass zunächst seine Mutter Margarethe von Durazzo die Regentschaft übernahm. Am 29. Mai 1390 wurde Ladislaus zum König von Neapel gekrönt, konnte aber erst 1393 nach Absetzung seiner Mutter die Regierung vollständig übernehmen. Von 1390 bis 1399 musste er seine Herrschaft in einem zermürbenden Krieg gegen Ludwig II. von Anjou verteidigen, der den Anspruch auf den Thron von seinem Vater, Ludwig I. von Anjou, dem Adoptivsohn der Königin Johanna I., geerbt hatte.
Ladislaus war ein erfahrener Politiker und Militär, der von der Anarchie innerhalb Italiens profitierte, um sein Königreich und seine Macht stark zu erweitern. Insbesondere gelang es ihm, das Papsttum unter Innozenz VII. (1404–1406) unter seine Kontrolle zu bringen.
Ab 1390 erhob er auch Anspruch auf Dalmatien, Kroatien  und Ungarn, dem die Ansprüche des Kaisers Sigismund, des Ehemanns der Königin Maria von Ungarn, entgegenstanden. Zwar wurde er 1403 in Zadar zum kroatisch-ungarischen König gekrönt, militärisch konnte er sich gegen Sigismund aber nicht durchsetzen. Seine Rechtsansprüche auf Dalmatien verkaufte er 1409 für 100.000 Dukaten an die Republik Venedig.
Ladislaus war drei Mal verheiratet. Seine erste Ehefrau war seit 1390 Costanza von Chiaramonte, Tochter des Grafen Manfredi von Modica, von der er 1392 geschieden wurde. Seit dem 12. Februar 1402 war er verheiratet mit Maria von Lusignan (* 1381/1382; † 4. September 1404), Tochter des Königs Jakob I. von Zypern. Seine dritte Ehefrau Maria d’Enghien (* 1367; † 9. Mai 1446), war die Tochter von Jean d'Enghien. Da aus keiner dieser Ehen Kinder hervorgingen, erbte nach Ladislaus’ Tod seine Schwester Johanna II. den Thron.